# Негер, Бернгард
Бернгард Негер (нем. Bernhard Neher, полное имя Karl Josef Bernhard von Neher; 1806—1886) — немецкий художник исторической живописи.

## Биография
Родился 16 января 1806 года в Биберахе-ан-дер-Рис. Младший брат художника брат Михаэля Негера.
Заниматься живописью начал в 1822 году в Штутгарте у Иоганна Даннекера и Филиппа Хеча. Затем обучался в Мюнхенской академии художеств у Петера Корнелиуса. После этого четыре года находился в Риме и Неаполе, где общался с движением назарейцев под предводительством Иоганна Овербека и Филиппа Фейта. В 1832 году Бернгард вернулся в Мюнхен, где создал большую фреску, украшающую арку Изарских ворот, на которой изображен триумфальный въезд императора Людовика IV после его победы в битве при Мюльдорфе.

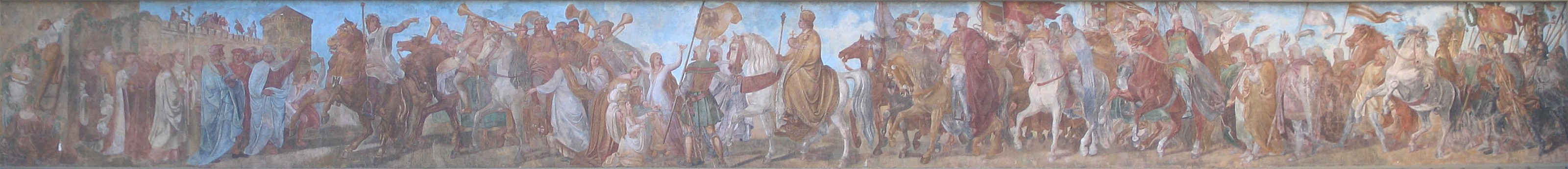
Фреска на Изарских воротах

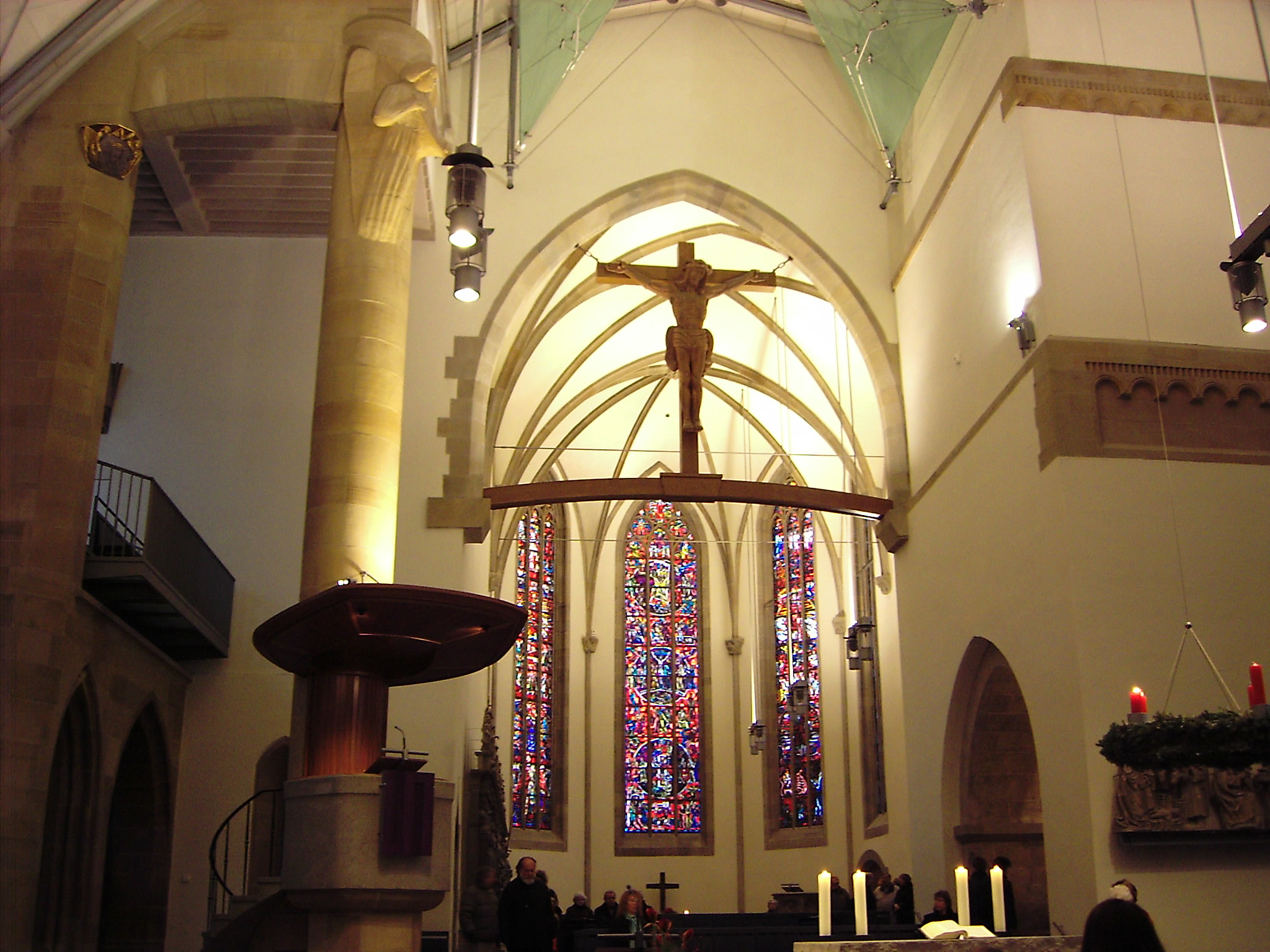
Цветной витраж в Stiftskirche

В 1836 году он был приглашен в Веймар, чтобы украсить фресками два помещения Великогерцогского дворца (нем. Großherzoglichen Schlosses). Здесь Негер работал на протяжении одиннадцати лет. В 1841 году он стал директором Лейпцигской академии художеств (ныне Hochschule für Grafik und Buchkunst Leipzig), где среди одним из его учеников был Август Земмлер. В 1846 году вернулся в Штутгарт, где стал профессором Королевской школы искусств (ныне Staatliche Akademie der Bildenden Künste Stuttgart). В 1854 году он был назначен её директором, одновременно продолжал писать много больших работ, в основном на религиозно-исторические темы. Проработал на это должности до 1879 года. В эти годы Бернгард Негер создал в Штутгарте свои лучшие стеклянные витражи для монастырской церкви Stiftskirche, протестантской церкви Johanneskirche, Старого замка и Нового дворца. В 1852 году он был награждён большим крестом ордена Вюртембергской короны и был удостоен дворянского титула. Работы Негера принадлежат к числу лучших памятников новейшей религиозной живописи в Германии.
Умер 17 января 1886 года в Штутгарте.